# SKNFA Superliga 2015-16
La SKNFA Superliga 2015-16 será la edición número 33 de la SKNFA Superliga. 

## Formato
En el torneo participarán 10 equipos que jugarán tres veces entre sí mediante el sistema todos contra todos totalizando 27 partidos cada uno. Al término de las 27 jornadas los cuatro primeros se clasificarán a los play-offs de semifinales, donde volverán a jugar una ronda más: de allí los dos primeros se clasificarán a las finales donde el club campeón junto al subcampeón, de cumplir con los requisitos establecidos, podrá participar en el Campeonato de Clubes de la CFU 2017.
Los dos últimos clasificados descenderán a la SKNFA Primera División.

## Tabla de posiciones
Actualizado el 14 de octubre de 2016.
| Pos. | Equipo              | PJ | PG | PE | PP | GF | GC  | DG   | Pts. | Clasificado a            |
| ---- | ------------------- | -- | -- | -- | -- | -- | --- | ---- | ---- | ------------------------ |
| 1    | Newtown United      | 27 | 18 | 4  | 5  | 68 | 20  | +48  | 58   | Play-offs de semifinales |
| 2    | Conaree FC          | 27 | 15 | 9  | 3  | 69 | 30  | +39  | 54   | Play-offs de semifinales |
| 3    | St Paul's United    | 27 | 14 | 7  | 6  | 60 | 27  | +33  | 49   | Play-offs de semifinales |
| 4    | Cayon Rockets       | 27 | 14 | 7  | 6  | 51 | 28  | +23  | 49   | Play-offs de semifinales |
| 5    | Garden Hotspurs     | 27 | 14 | 7  | 6  | 41 | 23  | +18  | 49   |                          |
| 6    | Village Superstars  | 27 | 12 | 4  | 11 | 67 | 43  | +24  | 40   |                          |
| 7    | St. Peters Strikers | 27 | 10 | 7  | 10 | 47 | 35  | +12  | 37   |                          |
| 8    | SPD United          | 27 | 6  | 9  | 12 | 29 | 49  | -20  | 27   |                          |
| 9    | Bath United         | 27 | 2  | 1  | 24 | 22 | 95  | -73  | 7    | SKNFA Primera División   |
| 10   | Rivers LW           | 27 | 2  | 1  | 24 | 27 | 131 | -104 | 7    | SKNFA Primera División   |

## Play-offs semifinales
Actualizado el 14 de octubre de 2016.
| Pos. | Equipo           | PJ | PG | PE | PP | GF | GC | DG | Pts. | Clasificado a                                 |
| ---- | ---------------- | -- | -- | -- | -- | -- | -- | -- | ---- | --------------------------------------------- |
| 1    | Conaree FC       | 3  | 2  | 1  | 0  | 5  | 3  | +2 | 7    | Finales y Campeonato de Clubes de la CFU 2017 |
| 2    | Cayon Rockets    | 3  | 1  | 1  | 1  | 3  | 2  | +1 | 4    | Finales y Campeonato de Clubes de la CFU 2017 |
| 5    | St Paul's United | 3  | 1  | 1  | 1  | 3  | 3  | +0 | 4    |                                               |
| 6    | Newtown United   | 3  | 0  | 1  | 2  | 0  | 3  | -3 | 1    |                                               |

## Finales
Se jugarán al mejor de tres partidos: el equipo que sea capaz de ganar dos partidos se coronará campeón. No habrá empates, los partidos empatados se definirán en prórroga o en penaltes respectivamente.
  Actualizado el 14 de octubre de 2016.
| Local         | Resultado    | Visitante     | Fecha               | Estadio                      |
| ------------- | ------------ | ------------- | ------------------- | ---------------------------- |
| Conaree FC    | 2 - 0        | Cayon Rockets | 10 de junio de 2016 | Warner Park Football Stadium |
| Cayon Rockets | 1 - 0        | Conaree FC    | 14 de junio de 2016 | Warner Park Football Stadium |
| Conaree FC    | 0 - 0 (1-3)P | Cayon Rockets | 17 de junio de 2016 | Warner Park Football Stadium |

Cayon Rockets

Campeón